# 黄丹 (矿物)
黄丹（英語：Massicot）是具有正交晶系结构的含铅氧化物矿物。一氧化铅有两种不同的晶形。四方晶系的被称为密陀僧。通过控制加热和冷却，PbO可以从黄丹变为密陀僧，反之亦然。在室温下，黄丹形成柔软的（莫氏硬度为2）黄色至红黄色，土状或鳞片状的物质，比重为9.64。黄丹可以作为一种天然矿物被发现，尽管数量很少。
它可能作为其他含铅矿物的氧化产物，例如方铅矿、车轮矿、硫锑铅矿等。当在自然环境中发现黄丹时，可能一起发现的部分其他矿物如白铅矿、密陀僧、铅丹、钼铅矿、锑华和褐铁矿等。